# César Espinoza (1900-1956)
César Augusto Eliécer Espinoza del Canto (Viña del Mar, 28 settembre 1900 – 31 ottobre 1956) è stato un calciatore cileno, di ruolo portiere.

## Carriera
In carriera, Espinoza giocò per il Santiago Wanderers.
Fu anche convocato come portiere di riserva nella Nazionale cilena per il Campionato mondiale di calcio 1930 in Uruguay.